# Michael Clarke Duncan

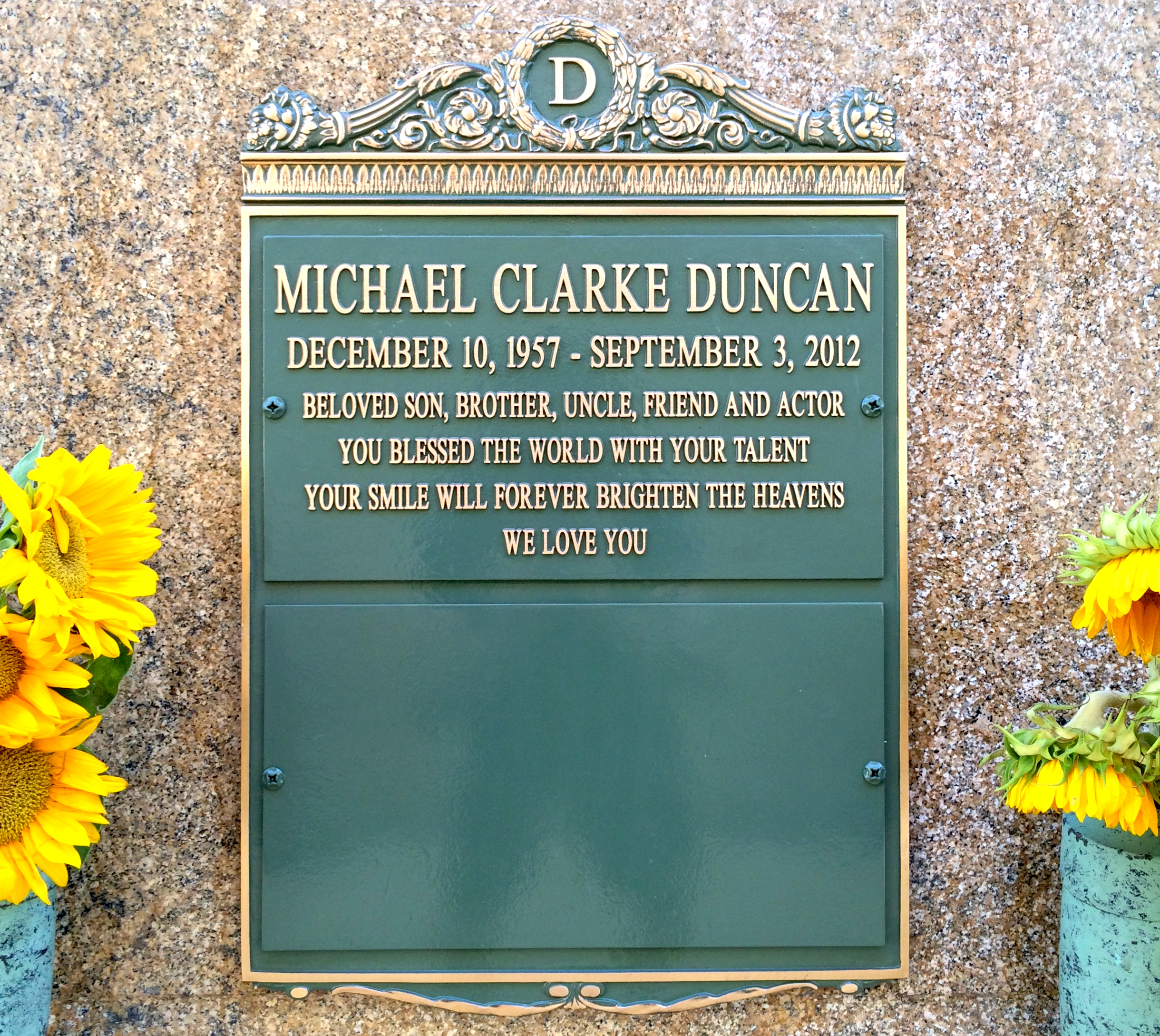
Tumba de Duncan en Forest Lawn Memorial Park.

Michael Clarke Duncan (Chicago, Illinois; 10 de diciembre de 1957-Los Ángeles, California; 3 de septiembre de 2012) fue un actor estadounidense, conocido por su papel en la película The Green Mile (1999), por la cual recibió nominaciones a los premios Óscar y Globo de Oro, entre otros galardones. También actuó en películas como Armageddon (1998), The Whole Nine Yards (2000), El rey Escorpión (2002), Daredevil (2003), Sin City (2005), La isla (2005) y Talladega Nights: The Ballad of Ricky Bobby (2006). Además, intervino prestando su voz en películas como Brother Bear (2003), Kung Fu Panda (2008) y Linterna Verde (2011).

## Primeros años
Duncan nació en Chicago, Illinois, y creció junto a su madre soltera, Jean Duncan, y su hermana Judy, después de que su padre los abandonara. Siempre se interesó por la actuación, pero tuvo que dejar el curso de comunicación de la Alcorn State University, para mantener a su familia después de que su madre enfermara. Su gran físico (1,96 m y 142 kg) lo ayudó en sus trabajos excavando zanjas para una compañía de gas y como cadenero en diferentes discotecas de Chicago.
Hacia el final de su vida, Michael Clarke Duncan se convirtió en activista por los derechos de los animales. En 2009, tres años antes de su muerte, se hizo vegetariano. Posteriormente, el mismo año en que falleció, apareció en un vídeo promocional de la organización defensora de los derechos de los animales, PETA, para promover esta filosofía de vida.

## Carrera
Duncan tomó empleos de seguridad en Los Ángeles mientras intentaba incursionar como actor en anuncios. Durante este tiempo, trabajó como guardaespaldas para celebridades como Will Smith, Martin Lawrence, Jamie Foxx, LL Cool J y Notorious B.I.G., mientras como actor hacía pequeños papeles en televisión y películas. Después de que Notorious BIG fuera asesinado, Duncan decidió dejar los trabajos como guardaespaldas.
Después de comenzar su carrera con pequeños papeles como guardaespaldas en filmes como Bulworth y A Night at the Roxbury, la carrera de Duncan fue impulsada cuando fue seleccionado para interpretar a Bear en la taquillera película de acción Armageddon (1998) de Michael Bay. Durante la producción de Armageddon, trabó amistad con su compañero de reparto Bruce Willis, quien lo ayudó a conseguir el papel del prisionero John Coffey en The Green Mile (1999) de Frank Darabont. Coprotagonizando la cinta junto a Tom Hanks, la actuación de Duncan en The Green Mile le valió una nominación a los Premios Oscar como mejor actor de reparto (72 Edición de los premios Óscar) y otra a los Globos de Oro.
Posteriormente apareció en películas que lo ayudaron a estabilizarse y ganar popularidad como actor: The Whole Nine Yards, El planeta de los simios de Tim Burton, El Rey Escorpión, Daredevil, La isla de Michael Bay y Sin City, haciendo el papel de Manute un poderoso gánster.
Duncan también ha prestado su voz a películas como Brother Bear, The Land Before Time XI: Invasion of the Tinysauruses y Operation: ZERO, y a los videojuegos Forgotten Realms: Demon Stone, SOCOM II: U.S. Navy SEALs, The Suffering: Ties That Bind, Saints Row, Soldier of Fortune y God of War II. Repitió su rol como Kingpin en Spider-Man: The New Animated Series.
Fue estrella invitada en CSI: New York junto a Gary Sinise. También hizo una aparición especial en el programa Two and a Half Men en la sexta temporada. Su última aparición en la televisión fue en 2012 a través de la serie de acción y comedia The Finder, interpretando el papel de Leo Knox.

## Fallecimiento
Duncan fue ingresado en el Centro Médico Cedars-Sinaí, después de sufrir un ataque cardíaco el 13 de julio de 2012. El 6 de agosto, abandonó la Unidad de Cuidados Intensivos pero permaneció ingresado en el hospital dado su estado de gravedad. El lunes 3 de septiembre, el actor fallecía debido a un fallo respiratorio. Tenía 54 años.
El 10 de septiembre de 2012, se efectuó un funeral privado en Los Ángeles. Fue sepultado en Forest Lawn Memorial Park, Hollywood Hills...

## Filmografía
| Año  | Película                                              | Papel                            |
| ---- | ----------------------------------------------------- | -------------------------------- |
| 1995 | Friday                                                | Craps Player                     |
| 1997 | Back in Jail Suits                                    | Guardia descomunal               |
| 1998 | Caught Up In a Noose                                  | BB                               |
| 1998 | The Players Club                                      | Guardaespaldas                   |
| 1998 | Bulworth                                              | Bouncer                          |
| 1998 | Armageddon                                            | Bear                             |
| 1998 | A Night at the Roxbury                                | Bouncer                          |
| 1999 | El desayuno de los campeones                          | Eli                              |
| 1999 | Underground Comedy Movie                              |                                  |
| 1999 | The Green Mile                                        | John Coffey                      |
| 2000 | The Whole Nine Yards                                  | Franklin 'Frankie Figs' Figueroa |
| 2001 | See Spot Run                                          | Murdoch                          |
| 2001 | They Call Me Sirr                                     | Entrenador Griffin               |
| 2001 | Como perros y gatos                                   | Sam                              |
| 2001 | El planeta de los simios                              | Attar                            |
| 2002 | El Rey Escorpión                                      | Balthazar                        |
| 2003 | Daredevil                                             | Wilson Fisk/Kingpin              |
| 2003 | Brother Bear                                          | Tug                              |
| 2004 | D.E.B.S.                                              | Sr. Phipps                       |
| 2004 | George and the Dragon                                 | Tarik                            |
| 2004 | The Land Before Time XI: Invasion of the Tinysauruses | Big Daddy                        |
| 2004 | Pursued                                               | Franklin                         |
| 2005 | American Crude                                        | Spinks                           |
| 2005 | The Golden Blaze                                      | Thomas Tatum/Quake               |
| 2005 | Racing Stripes                                        | Clydesdale                       |
| 2005 | Sin City                                              | Manute                           |
| 2005 | Dinotopia: Quest for the Ruby Sunstone                | Stinktooth                       |
| 2005 | La isla                                               | Starkweather                     |
| 2006 | Air Buddies                                           | The Wolf                         |
| 2006 | Talladega Nights: The Ballad of Ricky Bobby           | Lucius Washington                |
| 2006 | Brother Bear 2                                        | Tug                              |
| 2006 | School for Scoundrels                                 | Lesher                           |
| 2007 | The Last Mimzy                                        | Nathaniel Broadman               |
| 2007 | One Way                                               | The General                      |
| 2007 | Delgo                                                 | Elder Marley                     |
| 2007 | Slipstream                                            | Tug                              |
| 2008 | Welcome Home Roscoe Jenkins                           | Otis                             |
| 2008 | Kung Fu Panda                                         | Commander Vachir (voz)           |
| 2008 | Delgo                                                 | Elder Marley                     |
| 2009 | Street Fighter: The Legend of Chun-Li                 | Balrog                           |
| 2009 | The Slammin' Salmon                                   | Cleon "Slammin" Salmon           |
| 2010 | Redemption Road                                       | Augy                             |
| 2011 | Cross                                                 | Erlik                            |
| 2011 | Linterna Verde                                        | Kilowog (voz)                    |
| 2012 | From the Rough                                        | Roger                            |
| 2013 | A Resurrection                                        | Addison                          |
| 2015 | The Challenger                                        | Duane                            |

## Series de televisión
| Año            | Serie                                             | Papel                       | Notas                                                    |
| -------------- | ------------------------------------------------- | --------------------------- | -------------------------------------------------------- |
| 1995           | Renegado                                          | Shake                       |                                                          |
| 1995           | El Príncipe de Bel-Air                            | Tiny                        |                                                          |
| 1995           | Married... with Children                          | Bravucón                    |                                                          |
| 1996           | Skwids                                            | Body Builder                |                                                          |
| 1996           | La mujer explosiva                                | Carnage Cardenal            |                                                          |
| 1997           | The Jamie Foxx Show                               | Preso                       |                                                          |
| 1997           | Sparks                                            | Franco                      |                                                          |
| 1997           | The Wayans Bros                                   | Big Mike                    |                                                          |
| 1997           | Living Single                                     | Guardia de seguridad        |                                                          |
| 1997           | Empresas que perduran                             | N / A                       |                                                          |
| 1998           | Arliss                                            | Lucian Balboa               |                                                          |
| 1999           | Sister, Sister                                    | Big Earl                    |                                                          |
| 2002           | King of the Hill                                  | Entrenador Webb             |                                                          |
| 2003-2005      | Las aventuras de Jimmy Neutron: niño genio        | Comandante de Baker         |                                                          |
| 2003           | Spider-Man: La Nueva Serie Animada                | El Kingpin / Wilson Fisk    |                                                          |
| 2003           | La Familia Proud                                  | Mongo                       |                                                          |
| 2004           | Static Shock                                      | 'The Rocket' Rashid Randall |                                                          |
| 2004           | Los padrinos mágicos                              | Rockwell                    |                                                          |
| 2004           | George Lopez                                      | Dr. Holland                 | Episodio: "George a la tercera potencia"                 |
| 2005-2007      | Loonatics Unleashed                               | Masivo                      | 4 episodios                                              |
| 2005           | Teen Titans                                       | Hayden / Krall              | Sólo voz                                                 |
| 2005           | CSI: NY                                           | Quinn Sullivan              | Episodio: "El Pitcher"                                   |
| 2006-2007-2012 | Family Guy                                        | Co-Worker/ Fozzie Bear      | 4 episodios                                              |
| 2006           | Minoriteam                                        | Balactus                    | Episodio: "Balactus: Parte 1" y "Balaztus: Parte 2"      |
| 2008-2009      | Dos hombres y medio                               | Jerome                      | Episodio: "The Two Finger Rule" y "The Mooch at the Boo" |
| 2008           | The Suite Life of Zack & Cody                     | Entrenador Little           | Episodio: "Benchwarmers"                                 |
| 2008           | Chuck                                             | Potro                       | Episodio: "Chuck Versus the First Date"                  |
| 2011           | Bones                                             | Leo Knox                    | Episodio: "The Finder"                                   |
| 2012           | The Finder                                        | Leo Knox                    | 13 episodios                                             |
| 2012           | Las aventuras de alta fructosa de Annoying Orange | Marshmallow King            | Sólo voz                                                 |
| 2012           | Ultimate Spider-Man                               | Groot                       | Solo voz                                                 |

## Premios y distinciones
Premios Óscar
| Año  | Categoría              | Película       | Resultado |
| ---- | ---------------------- | -------------- | --------- |
| 2000 | Mejor actor de reparto | The Green Mile | Nominado  |

Globos de Oro
| Año  | Categoría              | Película       | Resultado |
| ---- | ---------------------- | -------------- | --------- |
| 1999 | Mejor actor de reparto | The Green Mile | Nominado  |

Premios del Sindicato de Actores
| Año  | Categoría              | Película       | Resultado |
| ---- | ---------------------- | -------------- | --------- |
| 1999 | Mejor actor de reparto | The Green Mile | Nominado  |

Premios Saturn
| Año  | Categoría              | Película       | Resultado |
| ---- | ---------------------- | -------------- | --------- |
| 1999 | Mejor actor de reparto | The Green Mile | Ganador   |